# Famechon (Somma)
Famechon – miejscowość i gmina we Francji, w regionie Hauts-de-France, w departamencie Somma.
Według danych na rok 2006 gminę zamieszkiwało 220 osób, a gęstość zaludnienia wynosiła 45 osób/km² (wśród 2293 gmin Pikardii Famechon plasuje się na 810. miejscu pod względem liczby ludności, natomiast pod względem powierzchni na miejscu 895.).